# Utforskningen av månen

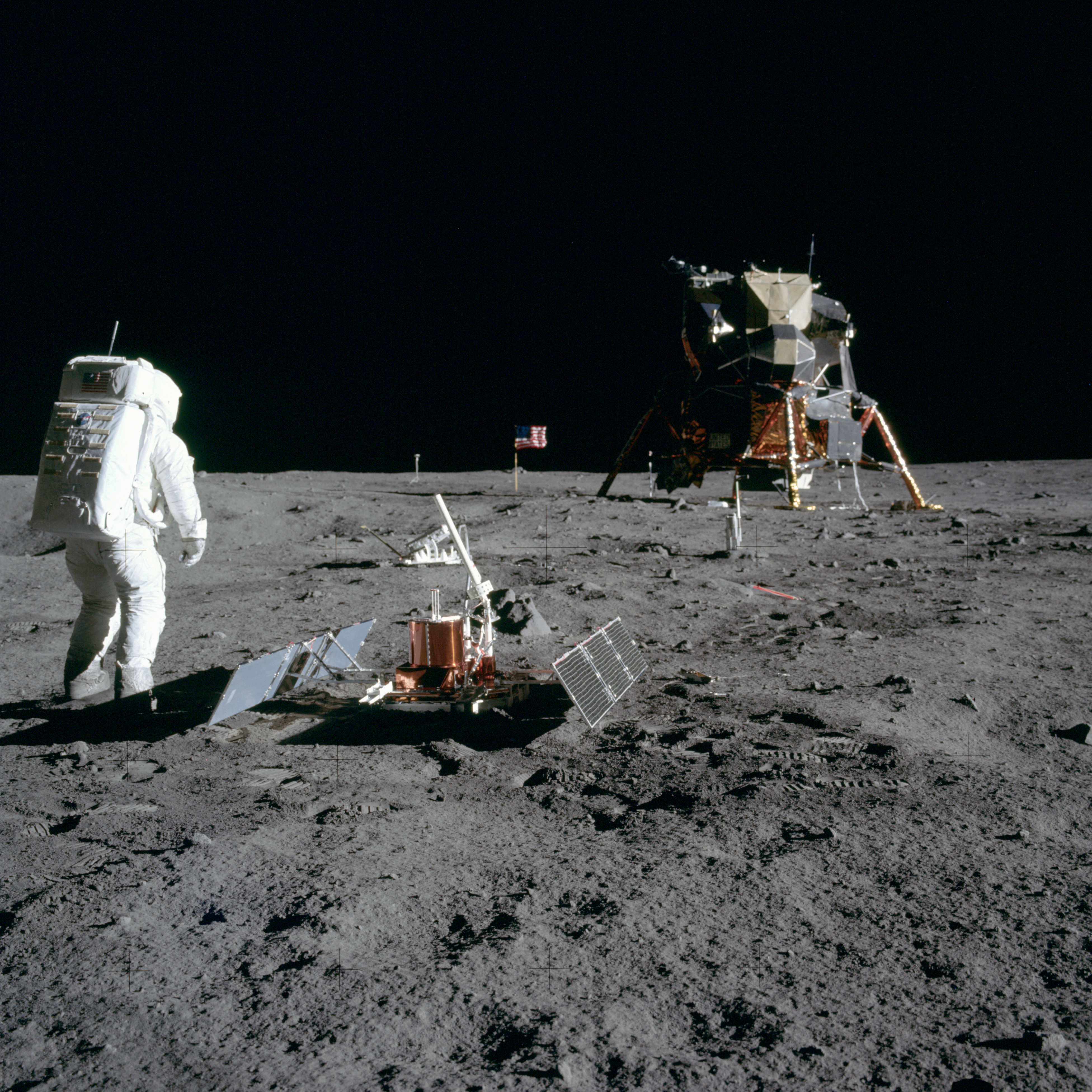
Apollo 11 (1969)

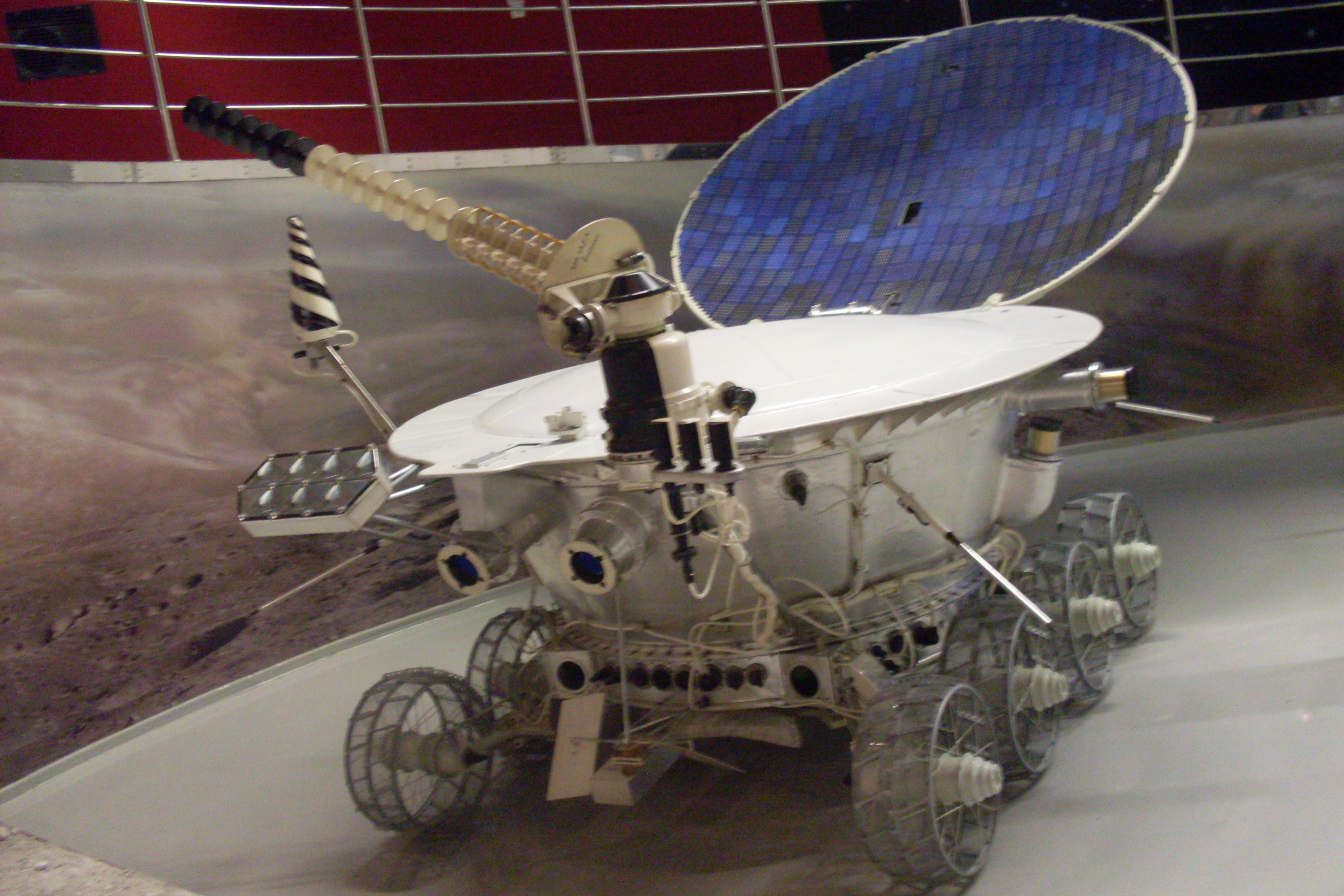
Modell av Lunochod 1

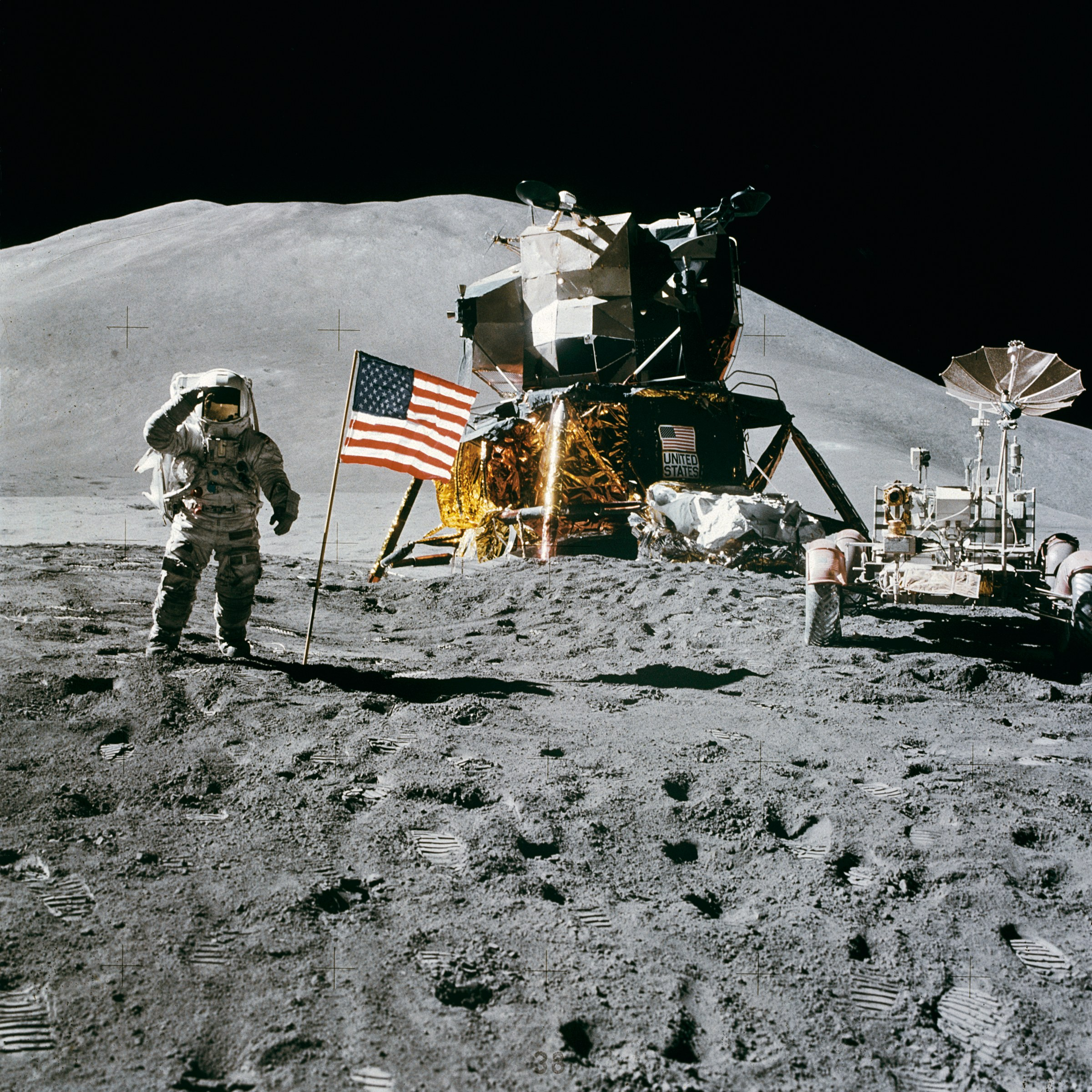
Apollo 15 (1971)

Utforskningen av månen är människans utforskande, på distans eller via månfärder (månresor), av jordens största satellit.

## Historik
År 1959 skickade Sovjetunionen den första fjärrstyrda rymdsonden till månen. 1966 tog den sovjetiska rymdsonden Luna 9 de första bilderna från månens yta. 1970 landsatte Sovjetunionen den första rullande rymdsonden Lunochod 1 på månen.
1969 var första gången som människor landsteg på månen, i och med den amerikanska rymdfärden Apollo 11. Den senaste månlandningen var Apollo 17, som genomfördes 7 – 19 december 1972. Sammanlagt 12 människor (alla amerikaner) har gått på månens yta.
Sovjetunionen koncentrerade sin utforskning av månen via obemannade rymdfärder. 17 november 1970 började Lunochod 1 som första fjärrstyrda farkost utforska månens yta.  Lunochod 2 (1973) tillryggalade nästan 40 km under sina utforskningar på månytan..
- 1990 flyger den japanska rymdsonden Hiten förbi månen, först 1993 går rymdsonden in i omloppsbana runt månen.

- 2004 går den svenskbyggda rymdsonden SMART-1 in i omloppsbana runt månen.

- 2007 går den kinesiska rymdsonden Chang'e 1 in i omloppsbana runt månen.

- 2008 går den indiska rymdsonden Chandrayaan-1 in i omloppsbana runt månen.

- 2013 landar den kinesiska rymdsonden Chang'e 3 på månen.

- 2019 landar den kinesiska rymdsonden Chang'e 4 på månens baksida.

- 2020 hämtar den kinesiska rymdsonden Chang'e 5 ett markprov från månens yta.

## Månfärder
Månfärder innebär att människor antingen åker i en bemannad rymdfarkost från jorden till månen och hem igen, eller skickar iväg en obemannad rymdfarkost dit. En månfärd kan innehålla en månlandning med månpromenad.